# Belimour
Belimour est une commune de la wilaya de Bordj-Bou-Arreridj en Algérie. Avant l'indépendance de l'Algérie, il s'appelait Cerez. 